# Belmonte de Campos
Belmonte de Campos – gmina w Hiszpanii, w prowincji Palencia, w Kastylii i León, o powierzchni 16,14 km². W 2011 roku gmina liczyła 32 mieszkańców.